# Arnold Geulincx
Arnold Geulincx (pronúncia em holandês: ˈɣøːlɪŋks; 31 de janeiro de 1624 –  novembro de 1669) foi um filósofo belga. Ele foi um dos seguidores de René Descartes que tentou elaborar versões mais detalhadas de uma filosofia geralmente cartesiana. Samuel Beckett citou Geulincx como uma influência e interlocutor chave, devido à ênfase de Geulincx na impotência e na ignorância da condição humana.

## Vida
Geulincx nasceu em Antuérpia. Ele estudou na Universidade de Lovaina e foi professor de filosofia lá em 1646. Ele perdeu o cargo em 1658, possivelmente por razões religiosas, ou (como foi sugerido) uma combinação de pontos de vista impopulares e seu casamento naquele ano. Geulincx então mudou-se para o norte para a Universidade de Leiden e se converteu ao calvinismo. Inicialmente, ele deu aulas particulares. Ele foi nomeado leitor de lógica lá em 1662 e professor por nomeação especial em 1665. Ele morreu em Leiden em 1669, deixando a maioria de suas obras, todas escritas em latim, a serem publicadas após sua morte. Elas foram editadas por Cornelis Bontekoe.

## Reputação
Apesar da tese de Geulincx de que Deus não pode agir sem uma instrumentalidade de variedade, ele foi fortemente atacado no início do século XVIII, por exemplo por Ruardus Andala e Carolus Tuinman, como um espinozista. Essa crítica se originou de Christian Thomasius em 1710. O ataque de Andala foi em nome dos 'verdadeiros' cartesianos, classificando Geulincx como pernicioso, com Burchardus de Volder, Jean LeClerc, Frederik van Leenhof, Pontiaan van Hattem e Willem Deurhoff. Geulincx também foi atacado pelo pietista Joachim Lange, como parte de uma campanha contra Christian Wolff; e considerado com Pierre Bayle insidiosamente anticristão por Johann Franz Buddeus.

## Filosofia
Geulincx resumiu sua filosofia na frase "ita est, ergo ita sit" ("existe, portanto é assim"). Ele acreditava em uma "harmonia pré-estabelecida" como uma solução para o problema mente-corpo, morrendo 25 anos antes da formulação mais bem lembrada de Leibniz da ideia. Na filosofia de Leibniz, a doutrina da harmonia pré-estabelecida estava ligada ao otimismo, a noção deste mundo como o "melhor de todos os mundos possíveis". Mas Geulincx não fez essa ligação. 
O ocasionalismo de Geulincx é mais ético do que cosmológico em seu início. O primeiro tratado de sua Ética é um estudo do que, em seus termos, são as virtudes cardeais. A virtude segundo Geulincx é o amor de Deus e da Razão (III, 16-17; 29). As virtudes cardeais são as propriedades da virtude que imediatamente fluem de sua própria essência e não têm nada a ver com coisas externas: diligência, obediência, justiça, humildade (III, 17). A humildade divide sua visão do mundo em duas partes: uma, a compreensão de nossa relação com o mundo; e a outra, o conceito de nossa relação com Deus. A humildade consiste no conhecimento de si e na abnegação de si. Não encontro em mim nada que seja meu, a não ser conhecer e desejar. Portanto, devo estar consciente de tudo o que faço, e aquilo de que não estou consciente não é o produto de minha própria causalidade. Daí o princípio universal da causalidade—quod nescis quo modo fiat, non facis—se você não sabe como uma coisa é feita, então você não a faz. Ele também afirma uma forma desse princípio em sua Metaphysica vera. Uma vez que, então, os movimentos do meu corpo ocorrem sem que eu saiba como o impulso nervoso passa para os músculos e aí faz com que eles se contraiam, eu não causei minhas próprias ações corporais. "Sou, portanto, um mero espectador desta máquina. Nela, nada formo e renovo, não faço nada aqui nem a destruo. Tudo é obra de outra pessoa" (III, 33). Esta é a Deidade que vê e sabe todas as coisas. A segunda parte da filosofia de Geulincx está ligada ao ocasionalismo como o efeito da causa. Seu princípio norteador é: onde você não pode fazer nada, também não deve desejar nada (III, 222). Isso leva a um misticismo e ascetismo que, no entanto, não devem ser levados muito a sério, pois são temperados pela obrigação de cuidar do corpo e propagar a espécie.

## Obras
Todos publicados em latim, os trabalhos que apareceram em sua vida foram: 
- Quaestiones Quodlibeticae (1653) com a edição posterior Saturnalia;
- Disputatio medica inauguralis de febribus (1658);
- Logica fundamentis suis restituta (1662)
- Methodus inveniendi argumenta (1663)
- De virtute (1665).
- Opera philosophica Edited by J. P. N. Land, The Hague, Martinum Nijhoff, 1891-1893 (3 vol.)

O De virtute foi a primeira parte da Ethica, que chegou a seis partes quando publicada postumamente.
Os estudantes que procuram edições em inglês das obras de Geulincx encontrarão: 
- Metaphysics, trad. Martin Wilson, Christoffel Press, 1999.
- Ethics, trad. Martin Wilson, Brill, 2006.

## Influência
Ele é citado por Samuel Beckett, cujo personagem Murphy  lembra do "belo belgo-latino de Arnold Geulincx" e, em particular, da nostalgia sombria (frequentemente repetida por Beckett para críticos inquisitivos) Ubi nihil vales, ibi nihil velis (aproximadamente, 'Onde você não vale nada, aí você não deve querer nada'). No romance Molloy (1950), o personagem homônimo de Beckett se descreve como "eu que amei a imagem do velho Geulincx, jovem morto, que me deixou livre, no barco preto de Ulisses, para rastejar em direção ao leste, ao longo do convés". Geulincx também é mencionado no conto de Beckett, "The End". 

Uma citação do método de despectus sui de Geulincx aparece no 'Terceiro Ensaio' da Genealogia da moral de Nietzsche. 